# Natural Born Killers (singel)
Natural Born Killers är den första singeln av Ambush som släpptes 5 mars 2014.